# واوتر فان مخلن
واوتر فان مخلن (انگلیسی: Wouter Van Mechelen؛ زادهٔ ۸ آوریل ۱۹۸۱ ‏(۴۳ سال)) دوچرخه‌سوار اهل بلژیک است.
از باشگاه‌هایی که در آن بازی کرده‌است می‌توان به اسپورت فلاندر-بالوزه اشاره کرد.